# 飛鳥井雅望
飛鳥井 雅望（あすかい まさもち、天保13年5月3日（1842年6月11日） - 明治39年（1906年）4月21日）は、幕末から明治時代にかけての公卿、伯爵。

## 来歴
安政4年（1857年）、侍従に任命され、新内裏両殿の障子の色紙の和歌題を撰する。明治16年（1883年）、殿掌を拝命時、翌年に伯爵を授けられる。明治19年（1886年）に致仕したが、華族会館に蹴鞠保存会が設置されると宗匠となり、師範として尽力した。
明治39年（1906年）に亡くなった際、後嗣が無かったため一旦襲爵権を失ったが、明治42年（1909年）に実弟の恒麿に改めて叙爵された。

## 官歴
- 安政2年（1855年）：従五位上
- 安政5年（1858年）：正五位下
- 万延元年（1860年）：従四位下
- 文久元年（1861年）：右少将
- 文久2年（1862年）：従四位上
- 元治元年（1864年）：左中将
- 慶應3年（1867年）：従三位
- 明治17年（1884年）7月7日：伯爵[3]
- 明治24年（1891年）6月16日：従二位[4]

## 系譜
- 父：飛鳥井雅典
- 母：梅子（花山院家厚の娘）
- 弟：藤枝雅之
- 弟：持明院基静（持明院基和の養子）
- 弟：大谷勝道（大谷光勝の養子）
- 先妻：栄（上杉斉憲の娘）
- 後妻：満子（四条隆謌の娘）
- 養子（実弟）：飛鳥井恒麿
- 養子：飛鳥井雅忠（穂波経度の子）
- 子：飛鳥井雅広